# 戴维·阿特维尔
戴维·阿特维尔（1953年—）是一位英国神经科学家，毕业于牛津大学莫德林学院，1995年起担任伦敦大学学院乔德雷尔生理学教授，2001年当选英国皇家学会会士。